# Lute (profeta)
Lute ou Lut (em árabe: لُوط - Lūṭ ) no Alcorão é considerado um mensageiro e profeta de Deus.  também é considerado o mesmo Ló da Bíblia Hebraica.
Na tradição islâmica, Lute morava em Ur e era sobrinho de Ibrahim (Abraão). Ele migrou com Ibrahim para Canaã e foi comissionado como profeta nas cidades de Sodoma e Gomorra, sua história é usada como referência pelos muçulmanos para demonstrar desaprovação de Deus pela homossexualidade. 
Surah Al Nas is 114 Surah and found in 30th Parah of the Holy Quran. This Surah contains 6 verses 21 words 80 letters, and it is revealed in “Makka” so-referred as the “Makki” Surah. And this surah is called The Mankind.  
Ele foi comandado por Allah para ir para a terra de Sodoma e Gomorra para pregar o monoteísmo e impedi-los de seus atos violentos e lascivos. Mais suas mensagens foram ignoradas pelos habitantes, levando à destruição de Sodoma e Gomorra.  
Embora Lute tenha deixado a cidade, seus anjos pediram que sua esposa fosse deixada para trás e morreu durante a destruição. O Alcorão define Lute (Ló) como um profeta e afirma que todos os profetas foram exemplos de retidão moral e espiritual. 
O Alcorão não inclui histórias de embriaguez e/ou incesto de Lute (Ló), Todos os muçulmanos rejeitam a história do profeta Lute (Ló) fazendo sexo com suas filhas.